# 1890 in Italia

## Situazione

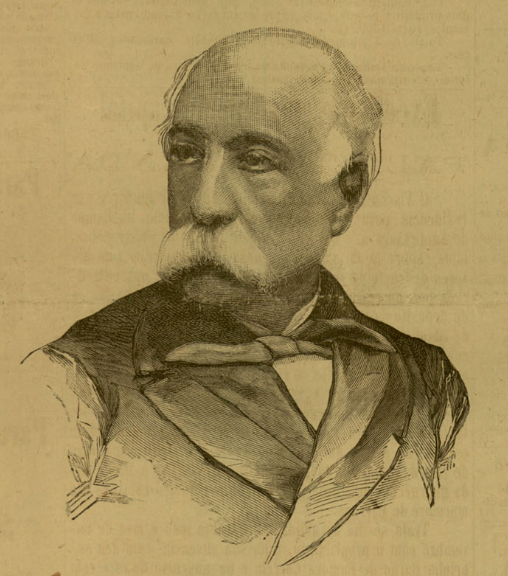
Francesco Crispi

- Il capo dello stato è re Umberto I (1878–1900)
- Il capo del governo è Francesco Crispi (1887–1891)

- La popolazione totale del Regno era di 31 611 000 abitanti[1].

- L'aspettativa di vita nel 1890 era di 38.5 anni[2].

- il codice penale approvato nel 1889 in Italia, noto come codice Zanardelli entra in vigore.

Prende nome da Giuseppe Zanardelli, l'allora Ministro di grazia e giustizia, che aveva promosso l'approvazione del codice.
Il nuovo codice unificave le varie legislazioni, aboliva la pena di morte per tutti i reati, con l'eccezione di alcuni reati militari in tempo di guerra, e consentiva la libertà di sciopero.

## Avvenimenti
- 1° gennaio: un decreto reale annuncia la costituzione della colonia d'Eritrea[5].

- 13 maggio: al Teatro Costanzi si riuniscono differenti gruppi radicali che elaborano un programma conosciuto con il nome di «Patto di Roma» per organizzare meglio la loro opposizione al governo autoritario di Francesco Crispi[6].

- 17 maggio – Prima esecuzione di Cavalleria rusticana di Pietro Mascagni al teatro Costanzi di Roma. Nasce il verismo musicale italiano.

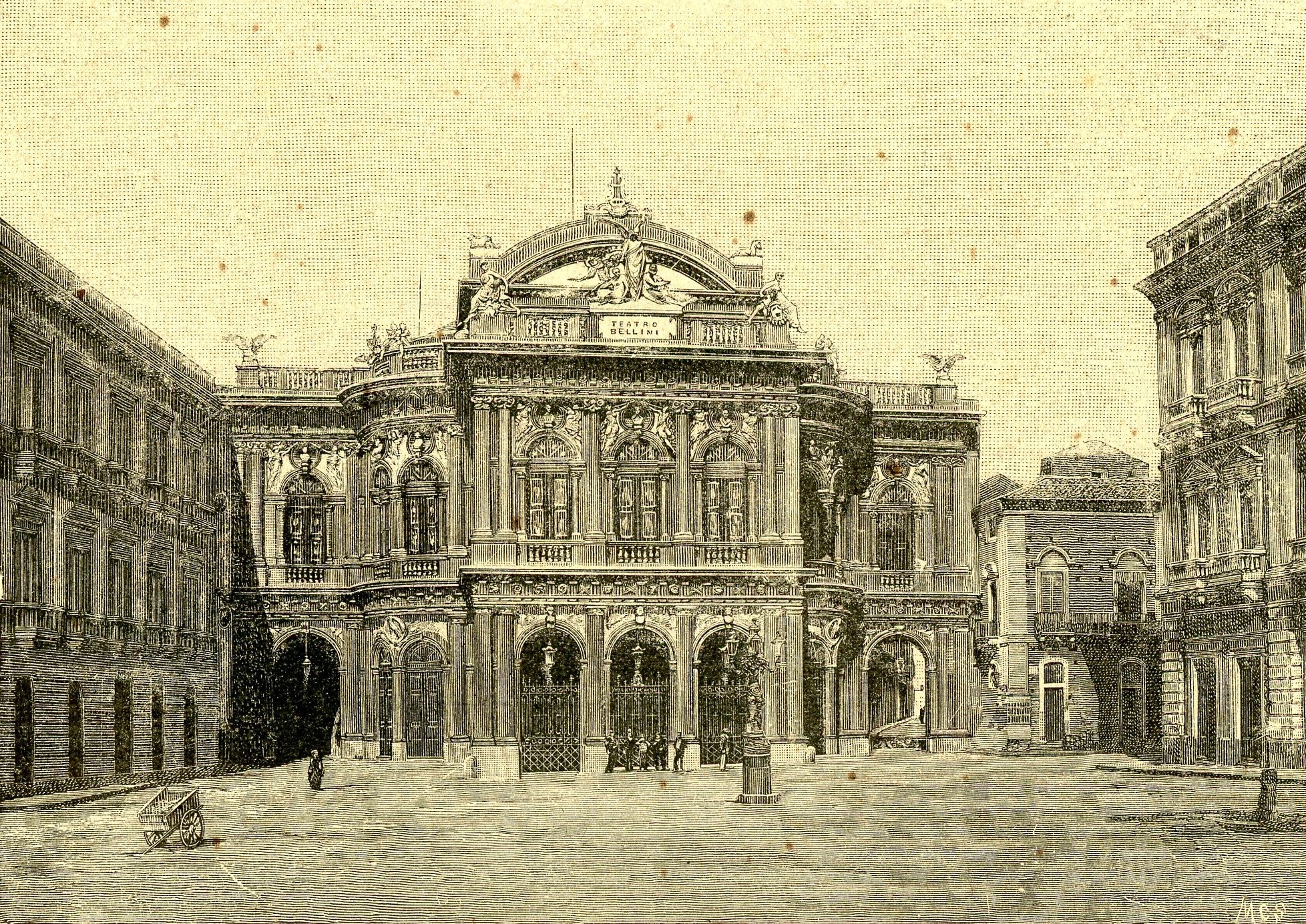
Il nuovo teatro Bellini a Catania

- 31 maggio: inaugurazione del Teatro Massimo a Catania, che prende il nome dal catanese Vincenzo Bellini; viene eseguita la Norma.

- 27 giugno: vittoria italiana sui Mahdisti nella prima battaglia di Agordat in Eritrea[7].

- ottobre – l'imperatore Menelik II contesta il testo italiano del Trattato di Uccialli del 1889, affermando che esso non obbligava l'Etiopia a essere un protettorato italiano.

Nel 1893 Menelik avrebbe denunciato ufficialmente l'intero trattato.
Il tentativo degli italiani di imporre con la forza un protettorato sull'Etiopia fu infine sventato dalla loro sconfitta alla Battaglia di Adua nel 1896, che pose fine alla guerra di Abissinia.
Un accordo successivo alla battaglia annullò il trattato di Uccialli e riconobbe la piena sovranità e indipendenza dell'Etiopia, e agli italiani fu consentito di mantenere l'Eritrea.
- 15 ottobre: Leone XIII promulga l'enciclica Dall'alto dell'Apostolico Seggio contro la Massoneria.

- 22 ottobre: per consolidare il suo potere e allargare la sua base elettorale, Francesco Crispi chiede al re lo scioglimento della Camera[8].

- 15 novembre: a Napoli i fratelli Marino, sulla scia del successo dei café-chantant francesi, aprono il Salone Margherita[9]

- 23-30 novembre: si svolgono le elezioni politiche[10].

Il blocco di sinistra "ministeriale" della Sinistra storica guidato da Francesco Crispi risulta il più grande in Parlamento, ottenendo 401 dei 508 seggi.
- 8 dicembre: Giovanni Giolitti, ministro dell'Interno, in carica da 18 mesi, si dimette per mantenere i suoi standard di austerità e risparmio. Sta prendendo le distanze per preparare la sua successione di Crispi[11].

- 10 dicembre: inizia la XVII legislatura[10].

## Economia
- A Milano Giovanni Battista Pirelli fonda la Pirelli[12].

## Cultura

### Letteratura
Sono pubblicati:
- A Trieste, su quotidiano L'Indipendente, esce la novella di Aron Hector Schmitz L'assassinio di via Belpoggio, sotto lo pseudonimo di Ettore Samigli (pseudonimo che in seguito cambierà in Italo Svevo).

- Sesto tomo dell'io, un abbozzo di romanzo autobiografico di Ugo Foscolo rimasto incompiuto e pubblicato postumo a oltre 60 anni dalla sua morte.
- Il romanzo di un maestro, romanzo di Edmondo De Amicis.
- Il paese di cuccagna, romanzo di Matilde Serao. Era apparso a puntate  su «il Corriere di Napoli».
- Demetrio Pianelli, romanzo di Emilio De Marchi edito in volume nel 1890. Era stato pubblicato nel periodico "L'Italia" con il titolo La bella pigotta[13].

### Musica
- 9 aprile: debutta, al Teatro Costanzi di Roma, Mala Pasqua!, opera di Stanislao Gastaldon su libretto di Giovanni Domenico Bartocci-Fontana. L'opera è ispirata alla novella di Giovanni Verga “Cavalleria rusticana”.
- 17 maggio: al Teatro Costanzi di Roma debutta la Cavalleria rusticana, opera di Pietro Mascagni, su libretto di Giovanni Targioni-Tozzetti e Guido Menasci.

### Periodici
- esce a Milano L'Italia del Popolo, quotidiano politico fondato da Dario Papa, per dar voce al movimento repubblicano in Lombardia e nel Nord Italia. Il nome riprende quello de «L'Italia del Popolo» del 1848, su cui avevano scritto Mazzini e Aurelio Saffi.
- 6 gennaio: esce a Roma il primo numero de La Tribuna illustrata, settimanale.

### Teatro
- 11 novembre: c'è la prima rappresentazione de La moglie ideale, commedia in tre atti di Marco Praga; presentata al Teatro Gerbino di Torino dalla Compagnia di Eleonora Duse, con  Flavio Andò, Vittorio Zampieri e Antonio Galliani[14].